# 大山真吾
大山 真吾（おおやま しんご、1984年2月14日 - ）は、地方競馬の兵庫県競馬組合・園田競馬場、碇清次郎厩舎所属の騎手である。地方競馬教養センター騎手課程第78期生。
趣味は相撲観戦（SONODA&HIMEJI KEIBANOTE 2010より）。

## 来歴
大阪高校中退。2003年9月29日付けで地方競馬騎手免許を取得し、薮田勝也厩舎からデビュー。同年10月7日に初騎乗、16日に初勝利。通算成績は3976戦401勝（2008年6月13日現在）
デビューが10月だった2003年は9勝だったが、翌2004年の菊水賞ではラガーヒトリタビに騎乗し、小牧太、岩田康誠の激しい叩き合いを後方から差し切って重賞初制覇を成し遂げた。この年にJRAで初騎乗を果たす。バードクンで参戦した4月18日の第3回阪神8日第7競走、サラ3歳500万下で、16頭立ての12着だった。第37回日本プロスポーツ大賞新人賞を受賞する。
2005年、例年黒船賞と同日に行われる全日本新人王争覇戦（2005年は3月21日）に招待され12人中9位。98勝を挙げてリーディング4位。帝王賞（騎乗馬：ニューシーストリー）に騎乗したり、地元重賞で大井所属馬（スピニングアロー）に騎乗するなど、着実に信頼を積み重ねる。
2006年は鎖骨を2回骨折して成績は伸び悩んだが、ADONOS7の一員となり、暮れには園田ジュニアカップで2年ぶりに重賞を制覇した。1年を通して騎乗できた2007年は100勝を超える119勝をあげリーディング5位。
2008年5月14日、兵庫県競馬では史上3人目となる1日6勝を達成。記録更新が期待された最終競走は惜しくも2着だった。兵庫県では他に岩田康誠、木村健が達成している。
2015年7月1日付けで、薮田辰己厩舎から碇清次郎厩舎に所属変更。
2015年10月9日園田競馬第6競走をエイシンサブウェイで勝利し、地方競馬通算1000勝を達成した。
2018年2月24日阪神競馬第6競走をナムラシンウチで勝ち、中央競馬初勝利をあげた。
2019年10月25日園田競馬第6競走をレコパンヒュウガで勝利し、地方競馬通算1500勝を達成した。
2021年の兵庫ダービーをスマイルサルファーで勝ち、ダービージョッキーとなる。

## 主な騎乗馬
- ラガーヒトリタビ（2004年菊水賞）[6]
- プラチナクラウン（2006年園田ジュニアカップ）[6]
- パーフェクトラン（2012年六甲盃）[6]
- トーコーポセイドン（2013年園田ジュニアカップ、2014年MRO金賞）[6]
- トーコーヴィーナス（2016年読売レディス杯、秋桜賞）
- ナンネッタ（2016年園田プリンセスカップ）
- コーナスフロリダ（2017年園田ジュニアカップ）
- スウォナーレ（2018年園田クイーンセレクション）
- レコパンハロウィー（2018年若草賞）
- アリアナティー（2019年園田クイーンセレクション）
- マイフォルテ（2020年オグリキャップ記念）
- スマイルサルファー（2021年兵庫ダービー、西日本ダービー、2023年くろゆり賞）
- コウエイアンカ（2021年園田チャレンジカップ）
- ダイジョバナイ（2024年ぎふ清流カップ）